# Shane Bitney Crone

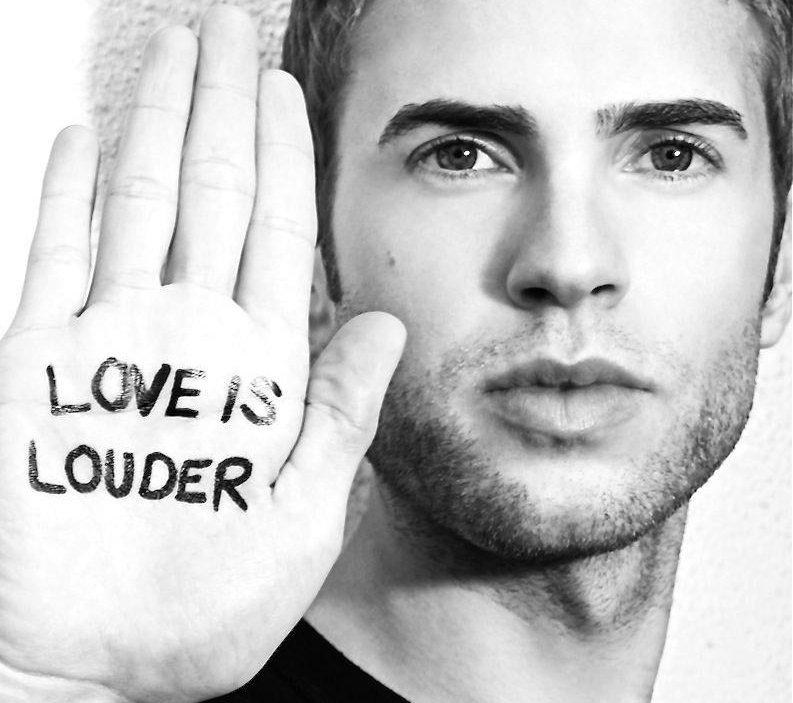
Shane Bitney Crone, Foto entstanden im Zuge der Love-is-Louder-Kampagne

Shane Bitney Crone (* 19. Dezember 1985 in Kalispell, Montana) ist ein US-amerikanischer Filmproduzent und LGBT-Aktivist.

## Biografie

### Kindheit und Jugend
Shane Bitney Crone wurde als Sohn von Cindy K. Bitney und David L. Crone 1985 in Kalispell, Montana geboren. Nach Abschluss der High School zog er nach Los Angeles, Kalifornien.

### It could happen to you
Shane Bitney Crone wurde durch das YouTube-Video It could happen to you bekannt, in dem er über seine homosexuelle Beziehung zu Thomas Lee „Tom“ Bridegroom sprach. Die beiden trafen sich nach Bitney Crones Umzug nach Los Angeles und wurden ein Paar; nach der Legalisierung der gleichgeschlechtlichen Ehe in Kalifornien wollten sie heiraten. Am 7. Mai 2011 stürzte Bridegroom jedoch von einem Dach, wo er Fotoaufnahmen von einer Bekannten machte, und zog sich dabei tödliche Verletzungen zu. Zu diesem Zeitpunkt war die Homo-Ehe in Kalifornien noch nicht erlaubt, weshalb es Bitney Crone verweigert wurde, Informationen über Bridegrooms Tod zu bekommen oder die Leiche zu sehen. Außerdem hatten Verwandte von Bridegroom vor, Bitney Crone notfalls mit Gewalt von der Beerdigung in Knox, Indiana, fernzuhalten.

### Bridegroom-Dokumentation
Nachdem das YouTube-Video von Bitney Crone nach wenigen Wochen bereits 2 Millionen Klicks hatte, drehte er zusammen mit Linda Bloodworth-Thomason einen 80-minütigen Dokumentarfilm über die Partnerschaft und die Ereignisse nach Bridegrooms Tod, basierend auf Originalaufnahmen des Paars und Interviews der Verwandten von Bitney Crone sowie Freunden.